# Làzarivka (Crimea)
|  | Per a altres significats, vegeu «Làzarevka». |

Làzarivka (en (ucraïnès): Лазарівка, en rus: Лазаревка, Làzarevka) és un poble de la República Autònoma de Crimea a Ucraïna, que el 2014 tenia 78 habitants. Pertany al districte de Simferòpol.